# Little Ambergris Cay
Little Ambergris Cay ist eine unbewohnte Insel in der Gruppe der Ambergris Cays, einer kleinen atlantischen Inselgruppe im Gebiet der südöstlichen Caicos-Inseln.
Die fünf Kilometer lange und etwa einen Kilometer breite, versumpfte und versandete Insel liegt zwei Kilometer westlich von Big Ambergris Cay.
Der Name der Inseln leitet sich von Ambergris (englisch für ‚Ambra‘), einem zur Parfümherstellung genutzten Ausscheidungsprodukt von Pottwalen, ab, das dort früher in großen Mengen angespült wurde.